# 300ページのiPhone請求書
300ページのiPhone請求書（英語: 300-page iPhone bill）とは、2007年8月にアメリカのビデオブロガーのジャスティン・エザリックへAT&Tモビリティから郵送された箱入りの300ページに及ぶiPhone使用料金の請求書のことで、エザリック本人によりこの請求書に関するバイラルビデオが製作・公開され、その不経済性などを理由に、たちまちインターネットミームとして広がった。この275ドルを求める請求書には、課金期間のEメールやテキストメッセージのバックグラウンドトラフィックを含む全てのデータ通信の記録が収められていた。
この予想外の請求書に関する話はAppleがiPhoneの大々的な宣伝攻勢をかけてリリースした後、ブログや技術系報道メディアを駆け巡り始め、その時ビデオクリップの話題がマスコミを惹きつけるようになった。公開から10日後には動画サイト上のビデオ視聴数は300万に達し、世界中のニュースで報じられるようになると、AT&TはiPhoneユーザーに対して請求方法を変更する旨のテキストメッセージを送信した。発端から約2ヶ月後には、情報技術雑誌Computerworldがこの出来事を「Technology's 10 Most Mortifying Moments（→技術におけるもっとも悔しい10の瞬間）」の1つに選定した。

## 背景

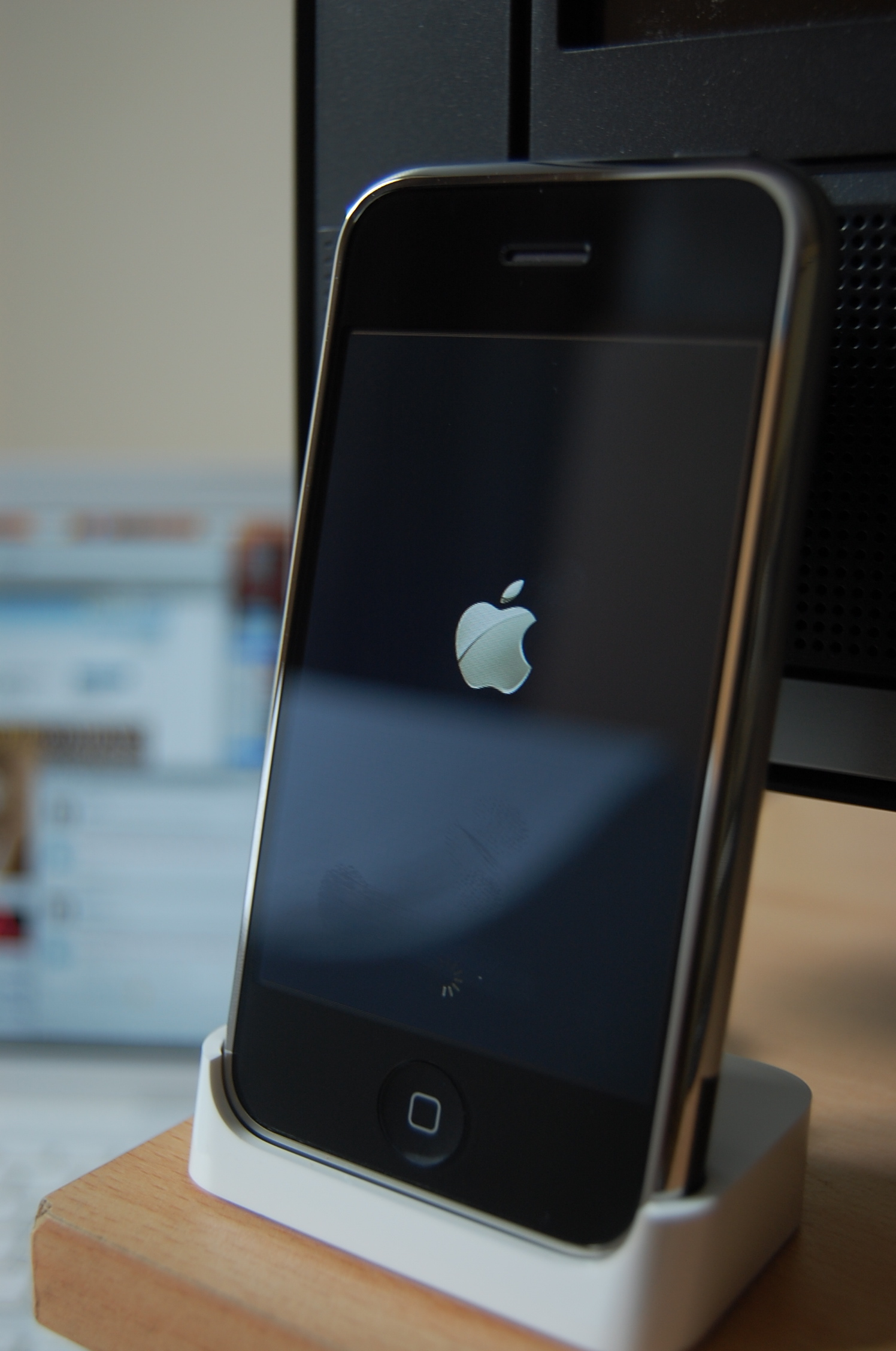
初代iPhone

2007年にAppleがアメリカ合衆国で初代iPhoneを発売した時、SIMロックがかかっていたのでユーザーはAT&Tモビリティのネットワークでしか使用できなかった。ユーザーは購入後、AppleのiTunesソフトを使ってAT&TのiPhoneサービス契約のアクティベーションを実行しなければならないが、このプロセスを行うときユーザーは請求書に記載する項目を選択できる。
しかし特別に選択しなかった場合、使用内容を詳細に記載するAT&Tのデフォルト設定が選択される。
デフォルトの請求書には、電源の入り切りも含めたウェブブラウジング、Eメール、テキストメッセージのバックグラウンドトラフィックなどの全データ転送の明細が載ることになっており、結果的に膨大な情報量の請求書が作成されることになる。
iPhone販売から1ヶ月後、一足早くiPhoneを購入した者に初月の請求書が郵送され始め、異常なほど厚いまたは高いiPhoneの請求書という話が駆け巡り始めた。300ページは例外的だが、ヘビーユーザーは50から100ページの分厚い請求書を受け取るケースが多く起きていた。
最初にこのような請求書を問題にした人物の一人が技術情報サイトArs Technicaのゲーム記事編集者であるベン・クチェラで、彼自身には34ページの両面印刷の請求書が、彼の同僚には104ページの請求書が送られた。彼は「多くの人々はしばらく前からスマートフォンを使ってきたが、こんな請求書を送られたのは初めてだ。」と述べている。その後、エザリックが話題のビデオを公開して、iPhoneの請求書問題がメディアに大きく取り上げられるようになった。

## ビデオ

### 公開と反響
当時23歳、ピッツバーグ在住のグラフィックデザイナー、スケッチコメディアン、ブロガーであるエザリックに、2007年8月11日土曜日に、この300ページに及んだ請求書が郵送された。
その後彼女は請求書を題材として、あるコーヒーショップで自作ビデオを撮影した。翌週の月曜日、彼女は編集された1分間のビデオクリップをいくつかの大手動画共有サイトに投稿した。4つの大手動画投稿サイトの報告によると、8月22日までの最初の一週間にこのクリップはYouTubeで50万回総再生、en:Revverで35万回再生、en:Break.comで50万回再生、Yahoo Videoで110万回再生された。2007年終わりまでには総再生数は800万回超まで上ったとされる。エザリックはRevverに投稿したビデオで2000ドル獲得したと述べている。
ビデオの一部はエザリックとの一対一のインタビューと共にCNN、FOXニュース、WTAE-TV、en:WPXI-TVなどアメリカの全国またはローカルテレビニュースで放送された。また、en:ABC News Nowのビデオインタビューにはen:ABC News Radio記者によるエザリックへの独自取材も含んでいた。

### 内容と論点
エザリックのビデオ内の主な論点は、紙の請求書が不必要な浪費であることを伝え、クリップの中で彼女は支払金額ではなく請求書の厚さについて強調している。ビデオの冒頭で彼女は「私はiPhoneを使うためにAT&Tに乗り換えた。それはすばらしいことよ。そして最初のAT&Tの請求書を受け取ったの。ここにある、箱の。」と述べ、次に、アメリカ合衆国でのiPhoneのテレビコマーシャルで使われる独特の曲がBGMとして流されながら、彼女が箱を開けて300ページの請求書をめくっていく過程がファストモーションで映されている。最後に「Use e-billing. Save a forest.（→電子請求書を使おう。森を守ろう。）」という字幕が表示されてビデオは終わる。
彼女の他のコメントも似た趣旨で、ブログにも「明らかに（AT&Tが）送受信したテキストメッセージごとの詳細な内訳を押し付けてきた。完全に不要。」と書いている。彼女はUSA Todayの記者にも「これはとても愚かなことで、これだけの情報を送らないといけない理由なんか何処にもない。」と述べていた。エザリックは月に何万ものテキストメッセージを送受信するヘビーユーザーだったので、この並外れた長さの300ページにも及ぶ両面印刷の請求書を受け取ることとなった。
箱入りの請求書の郵便料金は7ドルかかっていた。あるインタビューで請求金額を聞かれると、エザリックが初回料金は275ドルだったと答えている。
彼女はiPhone自体に対する苦情は無く、「ビデオを製作したのは箱入りで送られた請求書の滑稽な一面を指摘するためだけで、iPhone自体は素晴らしいものだと思っている。」と述べていた。

## 各反応

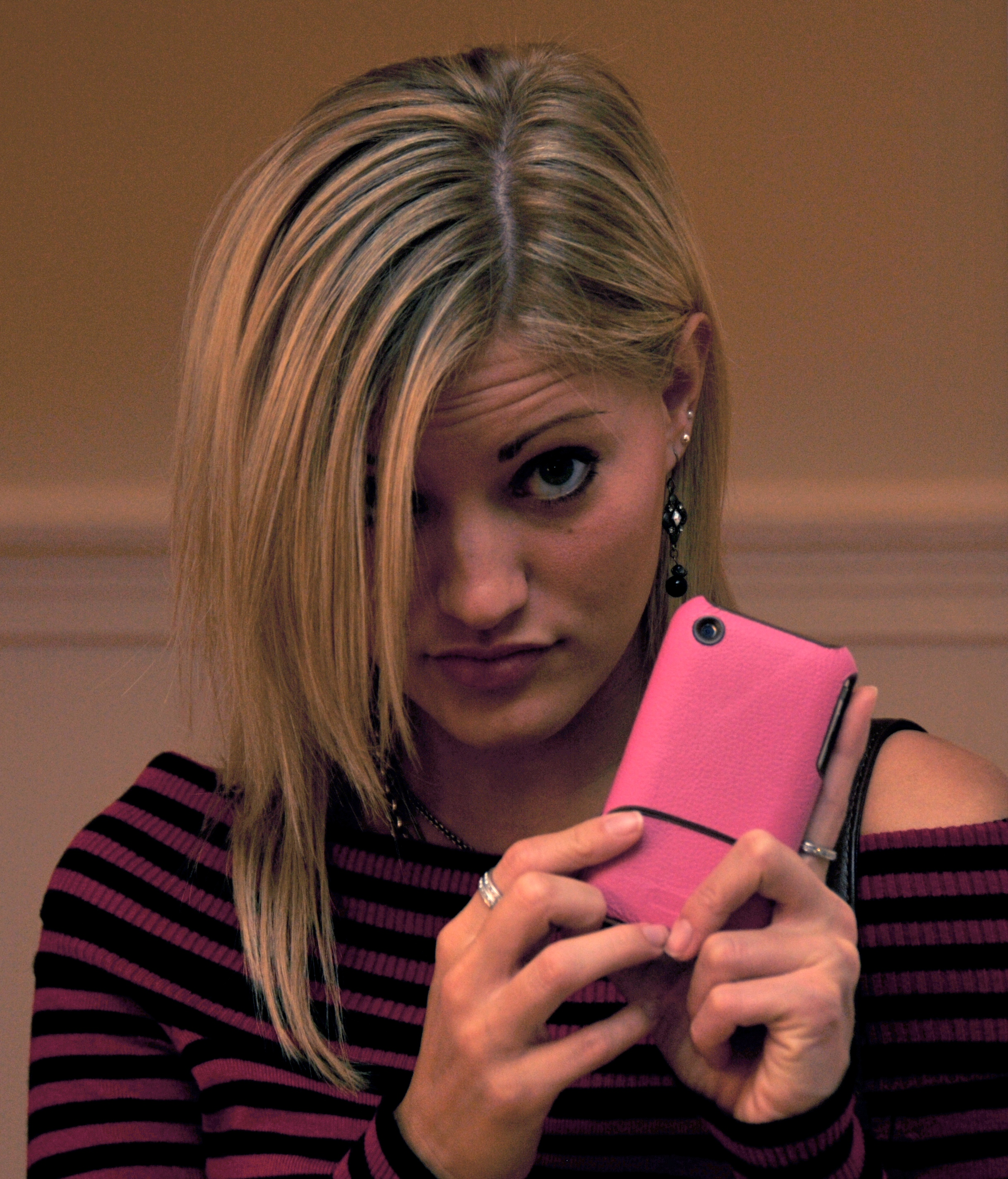
ジャスティン・エザリックと彼女のiPhone（2008年）

### AT&Tモビリティ
AT&Tモビリティのスポークスマン、マーク・シーゲルはUSA Todayの記者に対し、この請求書の厚さは稀であり、「我々は箱入りの請求書を顧客に送ることは多くない。」と発言している。請求書は端末問わずAT&Tモバイルユーザー全員に対し同じだが、iPhoneの人気と機能性が高いからこそ物議を醸し、「他の端末やサービスのユーザー向けの請求書との違いは無い。」とシーゲルは述べていた。
その後8月18日に、AT&Tは「わが社のユーザーは詳細を省いた請求書を選ぶことができる。また、わが社は長年、ユーザーに便利で安全かつ環境に優しいオンライン請求書に切り替えることも勧めている。」という声明を発表し、22日にはテキストメッセージを通してiPhoneユーザーに紙の請求書から明細を削除することを発表した。AT&Tのこのような行動に対し、エザリックは「私のメッセージを受けてなのかもしれない。」と述べている。しかし同社のスポークスウーマン、ローレン・ガーナーは請求書の内容を要約的なものに切り替える方針にしたのは世間の反応ではなく、「ずっと前から計画していたこと」と述べている。

### 情報通信業界
AT&TはiPhoneユーザーの頻繁なデータ通信によるこういった結果を予想していなかった可能性があると指摘されている。結果として、AT&Tのコールセンターは請求書の厚さに関する苦情で溢れかえっていた。
シリコンバレーの技術アナリスト、ロブ・エンダールはABC Newsで、iPhoneの請求書問題はほとんどAT&Tによる問題とし、「今の請求書はまるで書籍であり、厚い請求書は金銭的に何の意味もなさず顧客を困らせるだけだ。」とも述べていた。インターネットレポーターのダナ・ブランクホーンは、分厚い請求書という存在は通信会社の「イベントベース」もしくはコネクション型ビジネスモデルといった問題を浮き彫りにしている、と指摘している。2008年にアメリカで周波数帯域使用権のオークションでオープン・スペクトルが予定された際も、彼はこの論点を主張した。また、電話の請求書では全ての行動が別々の請求事項になっており非効率であることと、インターネットが定額制に基づくもので請求書は簡単に配送できることを対照している。

### 環境問題
エンダールはエザリックの主な論点である環境への配慮に賛成し、「AT&Tはこういう新しいキャッチコピーを打ち出しすべきだーーAT&Tを使い、木々を伐り。」と述べた。USA Todayも「How many trees did your iPhone bill kill?（→あなたのiPhone請求書は何本の木を切るのか？）」という題名の記事を出した。もしAppleの計画通り、2008年末までiPhoneユーザーが1000万人になり、毎月の請求書が平均100ページであると考えたら、毎年74,535本の木を切らねばならないだろうと指摘されている。オハイオ州トレドの独立系新聞ザ・ブレイドは、社説でこの分厚い請求書を「absurd and environmentally wasteful（→不条理で環境的にもったいない）」と述べた。

### 情報セキュリティ
一人のセキュリティコンシャスコメンテーターがEngadgetの家電製品ブログで、個人情報を守るための請求書破棄方法について、厚すぎる請求書は「個人向けサイズのシュレッダーを買うよりも、焼却処分した方が経済的と思える」とコメントしている。リバタリアン系雑誌であるリーズン誌の編集者の一人は、こういった明細情報は政府の調査官だけにとって有用なものじゃないかとコメントしている。一方、Ars Technicaブログによると、請求書には機密情報が掲載されていないから、プライバシー問題の存在自体が否定された。

## 他の厚いiPhone請求書
他にもニュースで報じられた厚い請求書がある。
- フロリダ州タンパのシンクタンク創設者が42ページの請求書を受け取ったとして記者に「ばかげている」と述べた[42]。
- オハイオ州オークハーバー（英語版）の教師が52ページの請求書を受け取り、「人生の中で一番厚い電話請求書だよ」と発言した[3]。
- あるMacintoshコンサルティング会社の共同出資者は彼の請求書を「空虚な60ページ」と呼んだ[43]。
- シアトルの近くに住むソフトウェア会社経営者はブログに、床に広げた127ページの請求書の上にマルチーズが座った写真を掲載し[7][8]、「Apple環境チームの誰もAT&Tの請求書を見ていないのか」と尋ねた[44]。
- "The Packet Rat"のコラムニストは「Government Computer News」の中で、妻へ150ページのiPhone請求書を箱入りに郵送されたことに関して「初月の請求書を送るのに何本の木が切られたんだ？」と述べた[45]。

### ビデオ
- "IPHONE BILL", Justine Ezarik's video, on YouTube
- Raw Interview Of Blogger Who Got 300-Page iPhone Bill from WTAE-TV News, Pittsburgh
- Pittsburgh Blogger's 300-Page iPhone Bill Mailed In Box news story from WTAE-TV News

### ブログ
- Justine Ezarik's blog entry regarding the August 13, 2007 iPhone bill（2012年8月11日時点のアーカイブ）